# Трново (Љубљана)
Трново је градска четврт у јужном делу Љубљане. Стоји на десном брегу реке Љубљанице. У Трнову је живео и најпознатији словеначки архитекта Јоже Плечник.

Трново је познати у по великој Трновски цркви, у којој је највећи словеначки песник Франце Прешерен упознао своју велику али недоживету љубав Примичеву Јулију. Такође се у Трнову налази КУД Франце Прешерен, познат по својој алтернативном културном реномеју и свакодошињем Трновскем фестивалу званом Трнфест.